# Neigungsehe
Pour plus de détails, voir Fiche technique et Distribution.
Neigungsehe (Mariage d'amour en français) est un film allemand réalisé par Carl Froelich sorti en 1944.
Le film est une suite de Famille Buchholz, adaptation du roman de Julius Stinde.

## Synopsis
Franz et Emmi Wrenzchen sont devenus parents de jumeaux Roland et Rolf. Lorsque les deux garçons manquent de tomber hors de la fenêtre par la négligence de Wilhelmine, il y a encore une fois une dispute entre le père Buchholz et son gendre. Betti, la fille aînée de Wilhelmine, commence à suivre une formation pour devenir chanteuse. Par hasard, Wilhelmine découvre que l'histoire d'amour entre Betti et le peintre Holle qui était parti en Italie n'est pas terminée. Au moment où ils s'embrassent en public, éclate un petit scandale.
Wilhelmine Buchholz réunit ses enfants et petits-enfants et emmène tout le monde à Heligoland dans l'espoir qu'à leur retour à Berlin, le scandale ait disparu. Kathinka Bergfeldt, autant amie que devenue jalouse, tombe sur une lettre disant que Franz Wrenzchen aurait eu une aventure avec une autre femme. Wilhelmine est furieuse. Elle rentre sur-le-champ à Berlin et se présente comme une furie à son gendre prétendu infidèle. Mais il la convainc que c'est une médisance.
Friedrich Wilhelm Holle vient à Heligoland pour voir Betti. Ils se marient en secret, un mariage d'amour. Il n'y a pas besoin de préparer une grande cérémonie sur la petite île. De retour à Berlin, Betti n'a pas le courage d'avouer le mariage à ses parents. Wilhelmine est réticente à ce qu'elle se marie puis délivre une liste de mariage. Wilhelmine Buchholz a les cartes en main lors de la sélection des prétendants. Quand elle apprend que Betti et Friedrich Wilhelm se sont mariés, elle est d'abord choquée. Puis elle trouve un avantage à ce mariage : le peintre sera l'illustrateur du livre de Wilhelmine.

## Fiche technique
- Titre : Neigungsehe
- Réalisation : Carl Froelich assisté d'Ernst Mölter et de Lisa Wey
- Scénario : Jochen Kuhlmey (de)
- Musique : Hans-Otto Borgmann
- Direction artistique : Walter Haag
- Costumes : Josef Meister
- Photographie : Robert Baberske (de)
- Montage : Wolfgang Schleif
- Production : Carl Froelich
- Sociétés de production : UFA
- Société de distribution : Deutsche Filmvertriebs (DFV)
- Pays d'origine :  Reich allemand
- Langue : allemand
- Format : Noir et blanc - 1,37:1 - Mono - 35 mm
- Genre : Drame
- Durée : 94 minutes
- Dates de sortie :
  -  Reich allemand : 24 mars 1944.

## Distribution
- Henny Porten : Wilhelmine Buchholz
- Paul Westermeier : Carl Buchholz, son époux
- Käthe Dyckhoff : Betti, leur fille
- Marianne Simson : Emmi, leur fille
- Gustav Fröhlich : Dr. Franz Wrenzchen, son époux
- Roland Raatz : Roland, leur fils
- Rolf Raatz : Rolf, leur fils
- Hans Zesch-Ballot : Fritz Fabian, le frère de Wilhelmine
- Grethe Weiser : Jette, la gouvernante auprès des Buchholz
- Elisabeth Flickenschildt : Kathinka Bergfeldt
- Oscar Sabo : Wirt August Butsch, son second époux
- Sigrid Becker : Auguste, la fille de Kathinka
- Werner Stock (de) : Franz Weigel, son mari
- Fritz Kampers : Xaver Ahling
- Albert Hehn : Friedrich Wilhelm Holle, peintre
- Kurt Vespermann : Julius Stinde, l'éditeur
- Günther Lüders : Lothar Manning
- Elisabeth Botz (de) : Mère Jaspersen
- Margarete Schön : Mme Reiferstein, organisatrice de concerts
- Hella Tornegg (de) : Pauline, comptable
- Hugo Gau-Hamm : Lotse Nummel Claasen, qui effectue la cérémonie de mariage
- Frauke Stephan : Amanda Ziesel
- Egon Vogel (de) : Eugen Meyer, ténor d'opéra
- Irmingard Schreiter (de) : Erika von Rüdnitz, sa nièce
- Carl Heinrich Worth : Prof. Hampel

## Article annexe
- Liste des longs métrages allemands créés sous le nazisme

## Source de la traduction
- (de) Cet article est partiellement ou en totalité issu de l’article de Wikipédia en allemand intitulé « Neigungsehe » (voir la liste des auteurs).